# Bernardino Amici
Bernardino Amici (XVI secolo – XVII secolo) è stato un religioso italiano.
Frate minore degli Osservanti, fu dal 1597 commissario per la Terra santa. A lui dobbiamo (1620) il celebre Trattato delle piante et immagini de'sacri edifizi di Terra Santa.